# Klasse van haarmutsen en vingermossen
De klasse van haarmutsen en vingermossen (Orthotricho-Physcietea) is een klasse van syntaxa die hoofdzakelijk eutrafente, epifytische microvegetatie omvat die wordt gedomineerd door topkapselmossen en/of korstmossen.

## Naamgeving en codering
| Physcietea Tomaselli & De Micheli 1952 |

- Syntaxoncode voor Nederland (rVvN): r53

De wetenschappelijke naam Orthotricho-Physcietea is afgeleid van de botanische namen van twee diagnostische genera van de klasse. Dit zijn respectievelijk haarmuts (Orthotrichum) en vingermos (Physcia).

## Fysiognomie
De syntaxa uit de klasse van haarmutsen en vingermossen hebben doorgaans een opvallende en complexe fysiognomie, die hen veelal sterk karakteriseert en relatief makkelijk herkenbaar maakt in het veld. Het vegetatieaspect is veelal erg kleur-, structuur- en textuurrijk. In de regel zijn het in deze klasse topkapselmossen die de opvallendste groene tinten leveren en lichenen die de aspectbepalende gele en grijze tinten veroorzaken. De ook vaak aanwezige oranjerode tinten in de vegetatie worden veroorzaakt door groenwieren. Opmerkelijk is dat de weersomstandigheden ook een grote invloed hebben op de vegetatiekleuren. Zo zijn de topkapselmossen bij droog weer gekroesd en min of meer donkerbruinachtig van kleur, terwijl zij bij vochtig en nat weer plots 'tot leven' komen en de vegetatie frisgroen kleuren. Ook veel diagnostische grijze korstmossen kunnen bij nat weer een groene(re) kleur krijgen.

### Symmorfologie
De formatie waarin deze syntaxa zich manifesteren betreft hoofdzakelijk epifytische vegetatie. De vegetatiestructuur wordt gevormd door een dominante, meerlagige moslaag en (meestal) ook een algenlaag. In de hoogste etage van de moslaag treden (afhankelijk van het verbond) topkapselmossen of struikvormige lichenen op de voorgrond. In de lagere moslaagetage bepalen dikwijls bladvormige lichenen in hoge mate de structuur. In de algenlaag domineren doorgaans draadvormige groenwieren.

## Ecologie

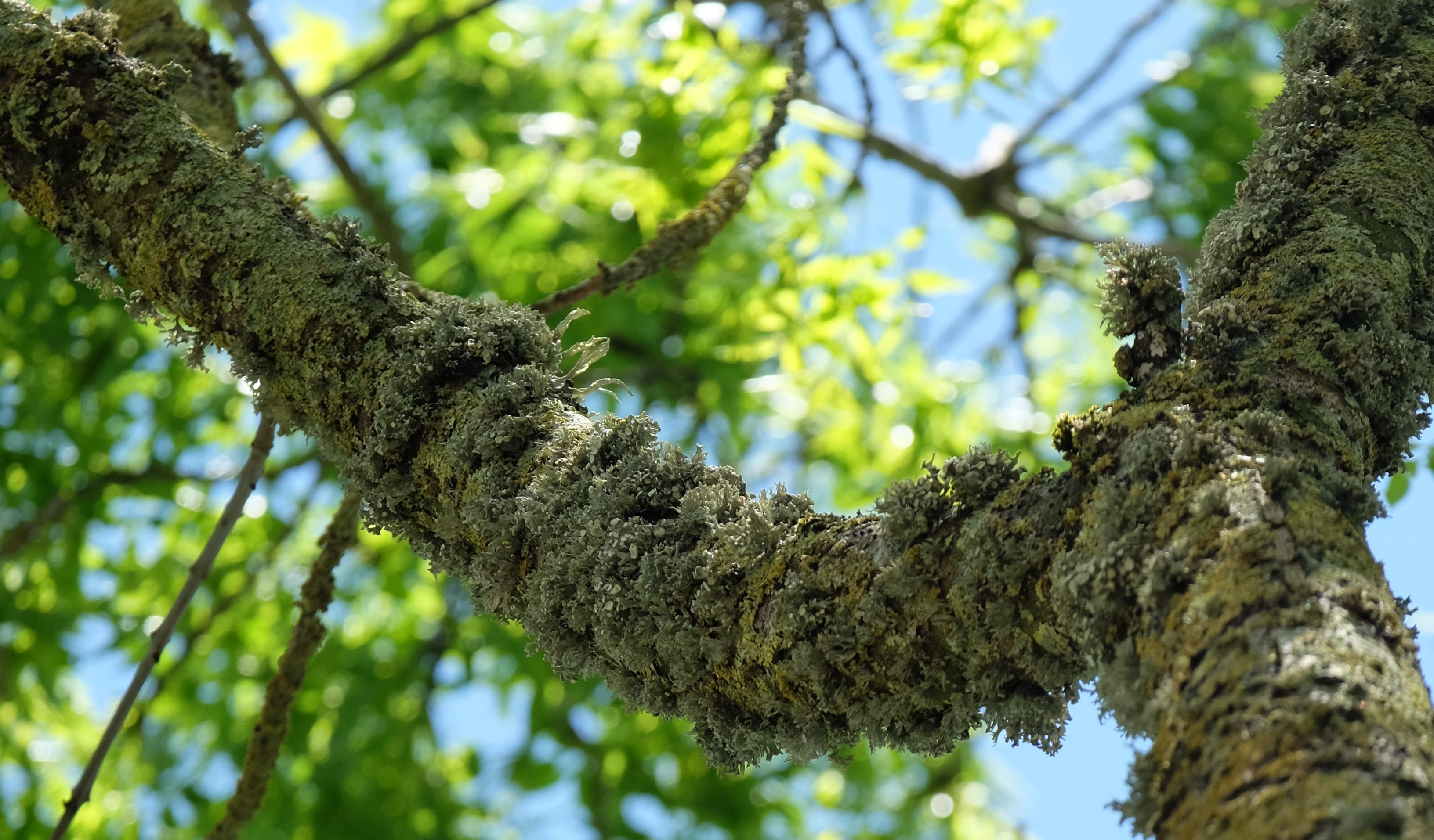
Een weelderig vegetatieaspect van de trompettakmos-associatie op een gesteltak van een es.

De vegetatie uit deze klasse is typerend voor van nature basenrijke schors van loofbomen. Verder zijn de gemeenschappen uit deze klasse typerend voor meso-eutrofe tot hypertrofe, droge tot matig vochtige standplaatsen. Het gaat doorgaans om solitaire bomen en laanbomen, maar ook om bomen in boomweiden, boomgaarden en bosranden.

## Onderliggende syntaxa in Nederland
De klasse van haarmutsen en vingermossen wordt in Nederland vertegenwoordigd door twee orden. Daarnaast worden er in Nederland voor deze klasse acht rompgemeenschappen onderscheiden.
- - haarmuts-orde (Orthotrichetalia)
    - boomsterretje-verbond (Syntrichion laevipilae)
      - boomsterretje-associatie (Syntrichietum laevipilae)

  - vingermos-orde (Physcietalia)
    - takmos-verbond (Ramalinion farinaceae)
      - associatie van bleek speldenkussentje (Pertusarietum coccodis)
      - olijfschildmos-associatie (Pleurostictetum)
      - trompettakmos-associatie (Ramalinetum fastigiatae)
      - waaiertakmos-associatie (Ramalinetum lacerae)

    - verbond van groot dooiermos (Xanthorion parietinae)
      - boomcitroenkorst-associatie (Flavoplacetum phloginae)
      - kapjesvingermos-associatie (Physcietum adscendentis)

- rompgemeenschap met vliegenstrontjesmos (RG Amandinea punctata-[Physcietalia])
- rompgemeenschap met vals dooiermos (RG Candelaria concolor-[Xanthorion parietinae])
- rompgemeenschap met kauwgommos (RG Diploicia canescens-[Ramalinion farinaceae])
- rompgemeenschap met witgerande stofkorst (RG Haematomma ochroleucum)
- rompgemeenschap met grijze haarmuts (RG Orthotrichum diaphanum-[Orthotricho-Physcietea])
- rompgemeenschap met lindeschildmos (RG Parmelia tiliacea)
- rompgemeenschap met grauw rijpmos (RG Physconia grisea-[Xanthorion parietinae])
- rompgemeenschap met fijne knoopjesmos (RG Bacidina adastra-[Xanthorion parietinae])

## Verspreiding
Het volledige verspreidingsgebied van de klasse van haarmutsen en vingermossen is (nog) niet bekend. Het strekt zich in ieder geval uit over grote delen van Europa.

## Fauna
Vooral voor kleine dieren, waaronder veel insecten, vormen de associaties uit de klasse van haarmutsen en vingermossen een belangrijk habitat. In urbane en intensief gebruikte agrarische landschappen zijn sommige dieren zelfs in zeer hoge mate aangewezen op de vegetatie uit deze klasse. De donkergroene korstmosuil bijvoorbeeld is een nachtvlinder waarvan de rupsen hoofdzakelijk opgroeien in de vegetatie uit deze klasse; tot de belangrijkste 'waardplanten' van deze soort behoren verscheidene vingermossen.

## Fotogalerij

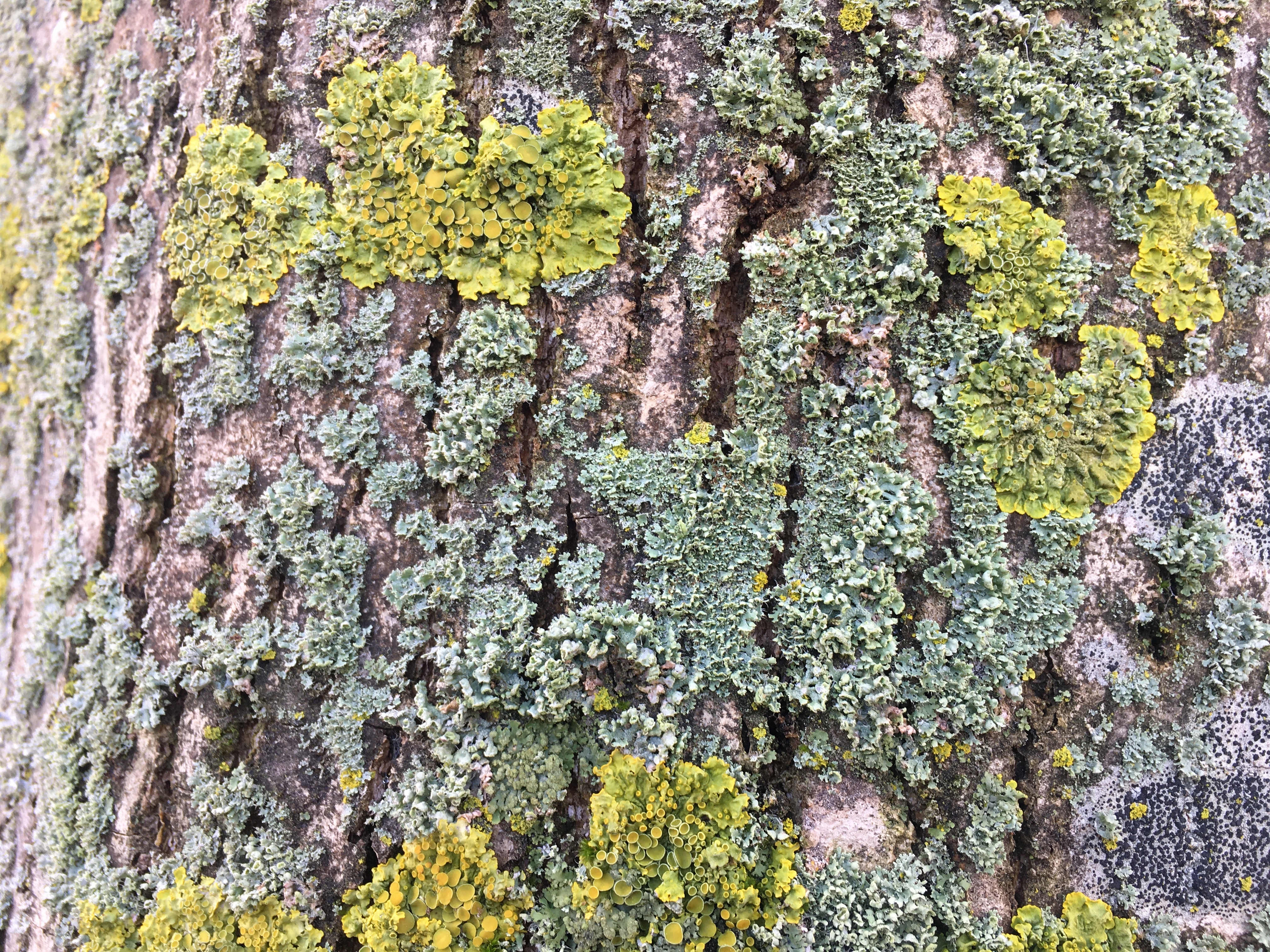
Kapjesvingermos-associatie
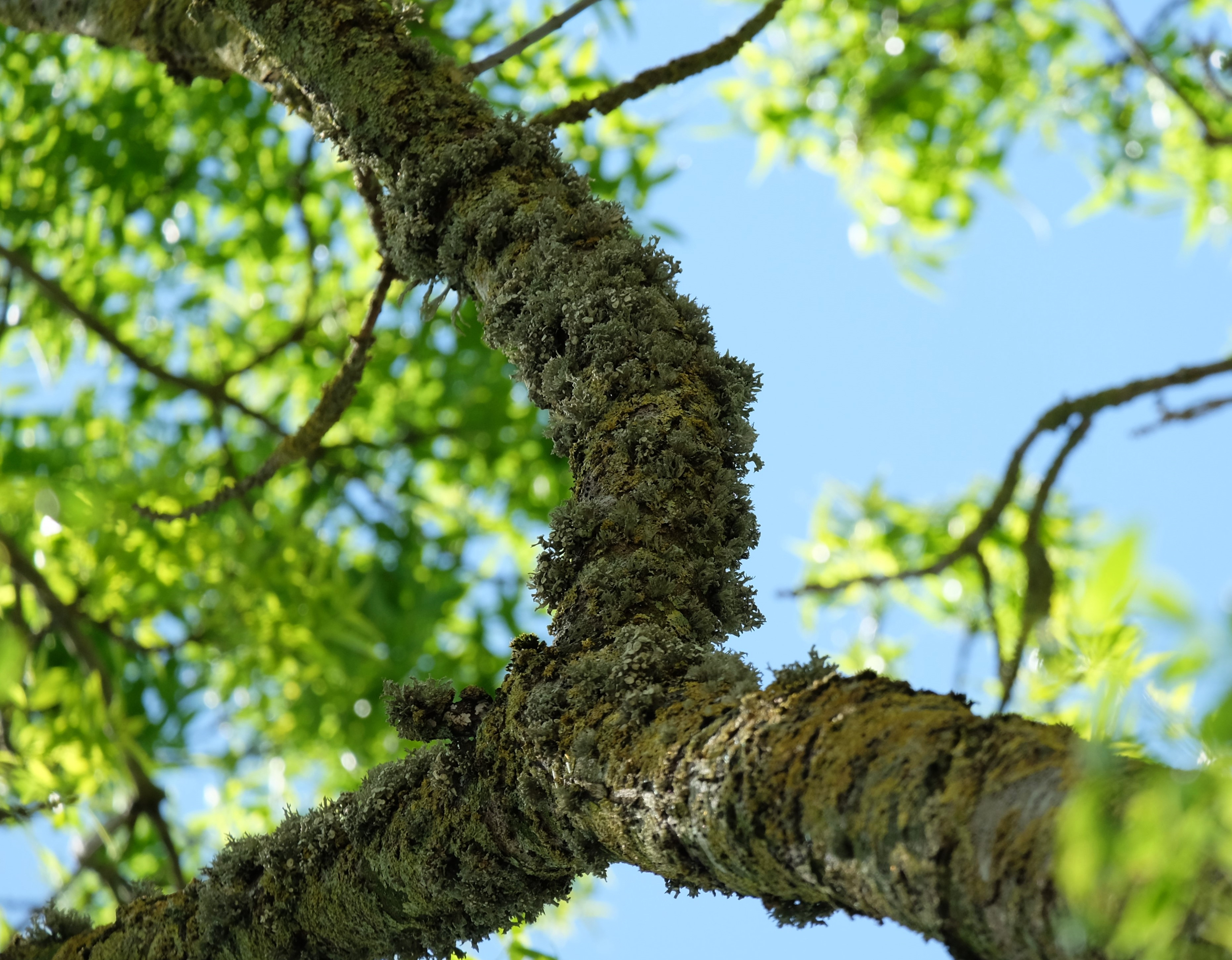
Trompettakmos-associatie

01 Eendenkroos-klasse (Lemnetea) · 02 Ruppia-klasse (Ruppietea) · 03 Zeegras-klasse (Zosteretea) · 04 Kranswieren-klasse (Charetea) · 05 Fonteinkruiden-klasse (Potametea) · 06 Oeverkruid-klasse (Littorelletea) · 07 Klasse van bronbeekgemeenschappen (Montio-Cardaminetea) · 08 Riet-klasse (Phragmitetea) · 09 Klasse van kleine zeggen (Parvocaricetea) · 10 Klasse van hoogveenslenken (Scheuchzerietea) · 11 Klasse van hoogveenbulten en natte heiden (Oxycocco-Sphagnetea) · 12 Weegbree-klasse (Plantaginetea majoris) · 13 Klasse van pioniergraslanden op gruis- en steenbodems (Sedo-Scleranthetea) · 14 Klasse van droge graslanden op zandgrond (Koelerio-Corynephoretea) · 15 Klasse van kalkgraslanden (Festuco-Brometea) · 16 Klasse van matig voedselrijke graslanden (Molinio-Arrhenatheretea) · 17 Marjolein-klasse (Trifolio-Geranietea sanguinei) · 18 Klasse van gladde witbol en havikskruiden (Melampyro-Holcetea mollis) · 19 Klasse van heischrale graslanden (Nardetea) · 20 Klasse van droge heiden (Calluno-Ulicetea) · 21 Muurvaren-klasse (Asplenietea) · 22 Klasse van vloedmerkgemeenschappen op zeedijken en rolkeistranden (Honckenyo-Elymetea) · 23 Klasse van vloedmerkgemeenschappen op zand en slik (Cakiletea maritimae) · 24 Helm-klasse (Ammophiletea) · 25 Slijkgras-klasse (Spartinetea) · 26 Zeekraal-klasse (Thero-Salicornietea) · 27 Zeeaster-klasse (Asteretea tripolii) · 28 Zeevetmuur-klasse (Saginetea maritimae) · 29 Dwergbiezen-klasse (Isoeto-Nanojuncetea) · 30 Tandzaad-klasse (Bidentetea) · 31 Klasse van akkergemeenschappen (Stellarietea mediae) · 32 Klasse van ruderale gemeenschappen (Artemisietea vulgaris) · 33 Klasse van natte strooiselruigten (Convolvulo-Filipenduletea) · 34 Klasse van nitrofiele zomen (Galio-Urticetea) · 35 Klasse van kapvlaktegemeenschappen (Epilobietea angustifolii) · 36 Brummel-klasse (Lonicero-Rubetea plicati) · 37 Klasse van brem- en gaspeldoornstruwelen (Cytisetea scopario-striati) · 38 Klasse van kruipwilg- en duindoornstruwelen (Salicetea arenariae) · 39 Klasse van wilgenbroekstruwelen (Franguletea) · 40 Klasse van doornstruwelen (Rhamno-Prunetea) · 41 Klasse van wilgenvloedbossen en -struwelen (Salicetea purpureae) · 42 Klasse van elzenbroekbossen (Alnetea glutinosae) · 43 Klasse van berkenbroekbossen (Vaccinio-Betuletea pubescentis) · 44 Klasse van naaldbossen (Vaccinio-Piceetea) · 45 Klasse van eiken- en beukenbossen op voedselarme grond (Quercetea robori-petraeae) · 46 Klasse van eiken- en beukenbossen op voedselrijke grond (Querco-Fagetea) · 47 Klasse van (spat)watergemeenschappen (Hymenelio-Fontinalietea) · 48 Zeestippelkorst-klasse (Hydropunctarietea maurae) · 49 Klasse van stippelkorsten en achterlichtmossen (Verrucario-Schistidietea) · 50 Klasse van bisschopsmutsen en landkaartmossen (Racomitrio-Rhizocarpetea) · 51 Poederkorst-klasse (Chrysotrichetea chlorinae) · 52 Schorsmos-klasse (Hypogymnietea physodis) · 53 Klasse van haarmutsen en vingermossen (Orthotricho-Physcietea) · 54 Schriftmos-klasse (Arthonio-Lecidelletea) · 55 Boomspijkertjes-klasse (Calicio-Chrysotrichetea) · 56 Kringmos-klasse (Neckeretea complanatae) · 57 Klasse van vertakt bekermos en neptunusmos (Cladonio-Lepidozietea) · 58 Druppelkorst-klasse (Fellhaneretea) · 59 Klasse van purpersteeltje en ruig haarmos (Ceratodonto-Polytrichetea) · 60 Pluisjesmos-klasse (Dicranelletea heteromallae) · 61 Smaragdsteeltjes-klasse (Psoretea decipientis) · 62 Kruikmos-klasse (Splachnetea)